# Shīrvān (kommunhuvudort i Iran)
Shīrvān (persiska: شیروان) är en kommunhuvudort i Iran.   Den ligger i provinsen Nordkhorasan, i den nordöstra delen av landet, 600 km öster om huvudstaden Teheran. Shīrvān ligger 1 093 meter över havet och antalet invånare är 82 790.
Terrängen runt Shīrvān är platt åt nordost, men åt sydväst är den kuperad. Runt Shīrvān är det ganska tätbefolkat, med 75 invånare per kvadratkilometer. Shīrvān är det största samhället i trakten. Trakten runt Shīrvān består till största delen av jordbruksmark.